# لئون تلیه
لئون تلیه (فرانسوی: Léon Tellier‎) قایقران اهل فرانسه بود.